# Punkty swapowe
Punkty swapowe (terminowe) – różnica między kursem walutowym terminowym a kursem spot. Odzwierciedlają dysparytet stóp procentowych pomiędzy różnymi walutami.
W praktyce punkty swapowe są stosowane przez dilerów zawierających transakcje swapów walutowych. Jedna strona transakcji podaje wymaganą przez siebie cenę swapa walutowego w postaci punktów swapowych, które druga strona transakcji dodaje do kursu spot, by otrzymać kurs terminowy, po którym nastąpi rozliczenie w dacie zapadalności.